# Hans-Joachim Zimmermann (Anglist)
Hans-Joachim Zimmermann (* 5. Dezember 1933; † 17. Februar 2022) war ein deutscher Anglist und Hochschullehrer.

## Leben
Nach der Promotion zum Dr. phil. am 2. Februar 1965 in Heidelberg war er Professor an der Universität Heidelberg. Seit 1978 war er Mitglied der Heidelberger Akademie der Wissenschaften.

## Schriften (Auswahl)
- Alexander Popes Noten zu Homer. Eine Manuskript- und Quellenstudie. Heidelberg 1966, OCLC 1277364119.
- Die Ruperto-Carola und das British Museum. Die Entschlüsselung eines allegorischen Gemäldes von Guido Schmitt. Vorgetragen am 7. November 1987. Heidelberg 1987, ISBN 3-533-03998-6.
- Der Triumph der Akademie. Eine allegorische Komposition von Charles Le Brun und ihr historisches Umfeld. Heidelberg 1988, ISBN 3-533-04030-5.
- Der akademische Affe. Die Geschichte einer Allegorie aus Cesare Ripas Iconologia. Wiesbaden 1991, ISBN 3-88226-504-3.